# Nilakantha cockerelli
Espèce
Synonymes
- Thiodina cockerelli (Peckham & Peckham, 1901)

Nilakantha cockerelli est une espèce d'araignées aranéomorphes de la famille des Salticidae.

## Distribution
Cette espèce est endémique des Antilles. Elle se rencontre en Jamaïque et à Hispaniola.

## Description
Le mâle mesure 4,5 mm et les femelles de 4,5 à 5,5 mm.
La femelle décrite par Bryant en 1950 mesure 4,6 mm.

## Étymologie
Cette espèce est nommée en l'honneur de Theodore Dru Alison Cockerell.

## Publication originale
- Peckham & Peckham, 1901 : On spiders of the family Attidae found in Jamaica. Proceedings of the Zoological Society of London, vol. 1901, no 2, p. 6-16 (texte intégral).